# Människans kranium
| Ventral vy. |
| Lateral vy. |
| Kaudal vy. |
| Skallbasen ovanifrån. |
| Sagitallsektion genom kraniet. |
| Människans kranium, framifrån, från sidan och underifrån. Insidan ovanifrån och från sidan. Illustrationer: Gray's Anatomy, 1918. (PD) |

Människans kranium eller skalle är den del av människans skelett som utgör huvudets benstomme. Den del som omsluter hjärnan kallas huvudskål eller hjärnskål och den främre delen för ansiktsskelett. Människans kranium består av 29 ben, av vilka 9 utgör någon del av hjärnskålen, 16 tillhör ansiktsskelettet och två tillhör båda. Latinska namn skrivs inom parentes.
Dessutom finns i vardera öra tre små ben - hammaren (malleus), städet (incus) och stigbygeln (stapes) - och i munnen tänderna.

## Bildning och ossifikation
Kraniet är inte slutet vid födseln, dels finns två fontaneller som är partier med bindväv istället för skelett som sluts successivt, dels finns bensutrer mellan kraniets olika ben som också sluts under tidig barndom. Om dessa sluts för tidigt kan det resultera i kraniosynostoser.

## Hjärnskålen
Hjärnskålen byggs upp av de pariga hjässbenen (ossa parietalia) och tinningbenen (ossa temporalia) samt det opariga pannbenet (os frontale) och nackbenet (os occipitale). Kilbenet (os sphenoidale) och silbenet (os ethmoidale) är två opariga ben som tillhör både hjärnskålen och ansiktsskelettet.
Nackbenet bildar hjärnskålens bakre del och pannbenet dess främre. Pannbenet vilar på kilbenets vinge. Mellan dessa ändpartier bildar hjässbenet och tinningbenen ett stort tvärbälte som är smalast nedtill och i framkant avbryts av tinningssömmens tvärbälte. Dessa centrala delar av hjärnskålen förenas med pannbenet genom kronsömmen och baktill av nacksömmen.
Hjärnskålen är i stort sett slät, men i tinningbenets underkant finns ett utskott som tillsammans med ett motsvarande utskott på okbenet bildar okbågen. Vid okbågens rot finns underkäkens ledgrop och strax bakom denna sitter den yttre öppningen till hörselorganet som omges av en skarp benring. Baktill på tinningbenets underkant sitter vårtutskottet eller mastoidutskottet (processus mastoideus).
Där okbenet övergår i pannbenet bildas tinningsgropens främre kant. Hos levande fylls tinningsgropen av tinningmuskeln.

## Ansiktsskelettet
Ansiktsskelettet byggs upp av 14 ben, varav 7 ligger nära under huden och ger ansiktet dess form: De pariga näsbenen (ossa nasalia) och överkäksbenen (ossa maxiallaria) (kallas tillsammans "maxillen") samt okbenen (os zygmaticum) och den opariga underkäke (os mandibulare). Övriga sju ansiktsben är: De pariga tårbenen (ossa lacrymalia), undre snäckbenen (conchae nasales inferiores) och gombenen (ossa palatina) samt det opariga plogbenet (vomer).
Ansiktet kan delas upp i två symmetriska halvor vars gräns utgörs av näsbenens mittsöm, näsans skiljevägg, silbenets lodräta skiva, plogbenet, sömmen mellan de både överkäksbenen och till sist av spåret av en skiljelinje mellan underkäkens två halvor.
Kraniets ansiktsprofil bildas av, uppifrån och ned, näsbenet med nästaggen, överkäken med dess övre utskott, tänderna och längst ned underkäkens övergång i hakan.
Ansiktskelettets nedre gräns bildas av underkäkens horisontella nedre kant som i underkäksvinkeln övergår i ansiktsskelettets bakre gräns. Underkäken delar sig uppåt i två spetsar varav den bakre utgör ledknappen mot tinningbenet.
Stora delar av ansiktsskelettet är palperbara. Två viktiga ytanatomiska punkter i ansiktsskelettet är nasion och glabella.
I ansiktsskelettet finns också tre stora öppningar: Näsans päronformade öppning och de två ovala och sneda ögonhålorna (orbitae). De senare ligger på gränsen mellan ansiktsskelettet och hjärnskålen

## Kraniet som helhet
Kraniet sett framifrån har formen av en nedåt avsmalnande oval vars övre rundning bildas av hjärnskålen och den nedre av underkäken. 
Den övre nackleden (atlantooccipitalleden, art. atlantooccipitalis) sitter relativt långt fram under kraniet, men kraniets huvudmassa ligger ändå framför leden. Detta gör att när huvudet inte hålls upprätt, om vi till exempel somnar sittande, faller huvudet framåt.

### Kalotten
Kalotten (calvarium), även kallat skalltaket, är den övre delen av skallen. På kalottens insida kan hjässbenens förening i pilsömmen ses. Hos nyfödda utgörs sömmen främre och bakre avslutning av mjukdelar, så kallade fontaneller. I övrigt är kraniets insida relativt slät, i synnerhet jämfört med hjärnskålens botten som rymmer ett stort antal ojämnheter och hål.

### Skallbasen
Större delen av botten utgörs av nackbenet och många av hålen där är fyllda av bindväv eller nerver och blodkärl. Vid det största hålet, stora nackhålet (foramen magnum), övergår förlängda märgen (medulla oblongata) i ryggmärgen (medulla spinalis). 
Från foramen magnum sträcker sig hjärnskålens centrala bas över nackbenets basala del för att övergå i kilbenet och silbenet. Kilbenets kropp har formen av en sadel och kallas därför ibland "turksadeln". Silbenet utgör näshålans tak och har fått sitt namn eftersom det är genomborrat av luktnerver. Silbenet omsluts framåt av pannbenet.
Från denna bas sträcker sig två åsar åt vardera sidorna: De främre utgörs av kilbenets så kallade "små vingar" och de bakre av tinningbenets så kallade pyramider. Dessa åsar fungerar som bjälkar som stärker hjärnskålens botten och bär dess valv. Mellanrummen utgörs av tunna benskivor som sträcker sig upp på hjärnskålens sidor och därmed utgör större delen av skallbasens botten. Det främre uttrymmet som bildas av pann- och kilbenen upptas av pannloben. I det mellersta som bildas av stora kilbensvingen och tinningbenet vilar tinningloben. Det bakre utrymmet i nackbenet delas av en längsgående ås, nacklobens spets upptar den övre delen och lilla hjärnan den nedre.
En springa i skallbasen vidgas på några ställen till stora hål. Genom ett hål i den bakre utvidgningen passerar halspulsåderns inre gren. Andra hål finns för till exempel olika nerver som tungans rörelsenerv och hörselgången.
Den främre klyftan och den övriga delen av springan fylls under livet av bindesubstans som fungerar som hjärnans fjädring och något mildrar stötar som uppstår vid gång och dylikt.

### Valvet
Hjärnskålens valv består av de tunna tinningbenen som håller samman de ovanliggande hjässbenen. Sömmen mellan tinninsbenen och hjässbenen kallas tinningsömmen och den mellan hjässbenen pilsömmen. Framtill utgör pannbenet en brant vägg medan nackbenet baktill bildar en sakta sluttande avrundning. Dessa bens sömmar kallas pann- respektive nacksöm.